# اندیس آنومالی ایرانشاه
آنومالی ایرانشاه یک اندیس فلزی است که در حوالی شهر چاپان استان کردستان قرار دارد و مادهٔ معدنی موجود در آن، طلا است.سنگ میزبان این اندیس آندزیت است و دیرینگی آن به دوران ترسیری می‌رسد. 